# Neoneura waltheri
Neoneura waltheri är en trollsländeart som beskrevs av Selys 1886. Neoneura waltheri ingår i släktet Neoneura och familjen Protoneuridae. Inga underarter finns listade i Catalogue of Life.